# Джон Доггетт
Джон Джей Доггетт (род. 4 апреля 1960, Атланта, США) — персонаж сериала «Секретные материалы». Роль в сериале сыграна актёром Робертом Патриком. В сериале участвует в 8 и 9 сезонах.

## Биография
Доггетт проходил воинскую службу в корпусе морской пехоты США с 1977 по 1983 год. Закончил армейскую карьеру в звании сержанта. Армейский жетон А6-27109.
Получил степень магистра государственного управления в Сиракузском университете. После чего работал детективом в полицейском департаменте Нью-Йорка, в отделе сыска беглых преступников. Во время службы Доггетта в полиции его сын, Люк, был похищен и убит.
В 1995 году окончил академию ФБР в Квантико. По окончании был направлен в отдел насильственных преступлений.
В 2000 году Джон Доггетт возглавил операцию по поиску пропавшего специального агента Фокса Малдера. После неудачного расследования его направляют в отдел секретных материалов, в качестве напарника специального агента Даны Скалли.
Дана Скалли и Джон Доггетт первое время не доверяли друг другу. Часто в расследованиях он выступал в роли «скептика», в то время как Скалли в роли, ранее принадлежавшей Малдеру, «верующего». Однако позднее недоверие проходит. После ухода Скалли из отдела и её перехода на преподавательскую работу Доггет часто обращается к ней за помощью при расследованиях.
В 2002 году, после смертного приговора Малдеру, Доггетт был одним из тех, кто помог ему сбежать. После возвращения Доггетта и его напарницы Моники Рейес в офис ФБР оказывается, что из отдела пропали все документы. Осталось неизвестным, продолжилась ли карьера Доггетта в ФБР, либо ему было предъявлено обвинение в пособничестве преступнику.
Сына агента Доггетта похитил педофил Харви, который привез его в дом убийцы Регалии, мальчик увидел его лицо, и тому пришлось его убить.